# Лідогинське сільське поселення
Лідо́гинське сільське поселення (рос. Лидогинское сельское поселение) — сільське поселення у складі Нанайського району Хабаровського краю Росії.
Адміністративний центр — село Лідога.

## Населення
Населення сільського поселення становить 1501 особа (2019; 1732 у 2010, 1800 у 2002).

## Склад
До складу сільського поселення входять:
| Населений пункт | Населення, осіб (2002) | Населення, осіб (2010) |
| --------------- | ---------------------- | ---------------------- |
| Лідога, село    | 1679                   | 1634                   |
| Слов'янка, село | 121                    | 98                     |